# Viborg Svømmehal
Viborg Svømmehal er en svømmehal beliggende på Banegårdspladsen, få meter fra banegården og rutebilstationen i Viborg. Der er 6 bassiner hvoraf det største er 25 meter langt. Svømmehallen blev indviet i 1998 og ejes af Viborg Kommune.

## Historie
I 1993 besluttede kommunalbestyrelsen en ny plan for kultur- og fritidsområdet gældende for perioden 1994-2005. Deriblandt var også opførslen af en svømmehal i Viborg, da byens borgere kun have mulighed for indendørs svømning på Søndre Skole, VUC i Rosenstræde og på Gymnastikhøjskolen. I foråret 1994 blev der lavet en forundersøgelse af mulighederne for opførsel af en svømmehal i 3 forskellige modeller og prisklasser. Prisen for de 3 modeller var 35, 67 og 105 millioner kroner. Efter debat om beliggenhed og størrelsen på det største bassin (25 eller 50 meter), besluttede byrådet i januar 1995 at opføre den nye svømmehal på banegårdsarealet, imellem remisen og banegården. Der blev afsat omkring 50 millioner kr. til projektet.
Arkitektfirmaet Nøhr & Sigsgaard og totalrådgiver Carl Bros forslag blev ved et EU-udbud valgt ud af 40 indsendte forslag. I midten af 1996 startede byggeriet med et samlet areal på 5464 m2, med Højgaard & Schultz som hovedentreprenør. Prisen for det samlede byggeri blev omkring 68 millioner kroner.
Den 10. januar 1998 blev svømmehallen indviet.